# Conjunt difús
Els conjunts difusos són una generalització de la teoria clàssica dels conjunts. Mentre que en un conjunt clàssic (també anomenat conjunt nítid per diferenciar-lo dels difusos) els elements o bé pertanyen o bé no pertanyen al conjunt, en el cas dels conjunts difusos la pertinença és gradual. Això vol dir que hi ha elements que només pertanyen al conjunt en un cert grau.

## Funció de pertinença
Una de les maneres de representar els conjunts nítids és mitjançant les funcions característiques. Aquestes funcions aplicades a un element ens diuen si l'element pertany o no al conjunt. Així, si tenim que si empram 1 per expressar que un element pertany al conjunt i 0 sinó pertany,
aleshores les funcions característiques són funcions en {0,1}.
Per permetre la pertinença parcial, els conjunts difusos es descriuen mitjançant una funció en l'interval [0,1]. En aquest cas, a un element se li assignarà un valor de zero quan no pertanyi en absolut al conjunt, un valor de u quan pertanyi completament al conjunt i un valors entremig quan
la pertinença sigui parcial. Naturalment, serà més gran el valor assignat, com més gran sigui la pertinença al conjunt.
Així, una funció de pertinença definida sobre el conjunt de referència {\displaystyle \mathrm {X} }
és una funció:
{\displaystyle \mu \ :\mathrm {X} \to [0,1]}

## Ús
Els conjunts difusos s'utilitzen per expressar conceptes vagues. Això són conceptes on no es pot trobar un valor clar que permeti separar aquells elements que són del conjunt d'aquells que no ho són. El terme «Alt» amb relació a l'alçada d'una persona és un exemple de tal característica. Així és difícil determinar quin és el punt de tall a partir de quan una persona es pot considerar alta (si ho és una de 1m80, no ho serà una de 1m799?).

## Aplicacions
En l'actualitat les aplicacions més importants dels conjunts difusos i de la lògica difusa es troba en els sistemes de control, tant en control industrial com incorporats en aparells de consum massiu (càmeres digitals, rentadores, microones).